# Za el-Ayamen
Pour les articles homonymes, voir Dia.
Za (appelé aussi Dia ou Da) est le nom de la première dynastie des Songhaïs, résultat de métissage entre Songhaïs et Berbères. Za el-Ayamen est un chef berbère,.